# Oorlogsmonument Halsteren
Het oorlogsmonument in Halsteren is een monument ter nagedachtenis aan de slachtoffers van de Tweede Wereldoorlog.

## Achtergrond
In 1945 werd een comité opgericht om te komen tot een oorlogsmonument voor Halsteren. Datzelfde jaar kreeg beeldhouwer Niel Steenbergen de opdracht een ontwerp te maken. Het comité was tevreden met zijn aanvankelijke ontwerp van een bronzen beeld van Sint-Joris en de draak, maar het werd van hogerhand afgekeurd. Hij ontwierp vervolgens een hardstenen epitaaf die in 1952 wél werd goedgekeurd door de staatssecretaris van Onderwijs, Kunsten en Wetenschappen. Het monument, in Steenbergens biografie gedenksteen voor de gevallenen genoemd, werd als gevelsteen ingemetseld in de buitenmuur van de Sint-Martinuskerk. Het werd op 20 juni 1953 onthuld.

## Beschrijving
De epitaaf is gemaakt in neorenaissancestijl en bekroond met een kruis. Boven een gedenkplaat is in een timpaan een voorstelling van de Deugd te zien, staande op een slang, met op de achtergrond het Latijnse woord VIRTVS. Onder de plaat houden twee meerminnen een rond schild met het wapen van Halsteren vast. De inscriptie op de gedenkplaat luidt: 

GEVALLEN
NEDERLAND 1940
J.A. VAN DORST
M.J.C. JONKERS P.J. LUIJKS
P.C.M. VAN MEER F. NEFS
VERZET
A.J. BUIJENS P.H. VAN VEEN
M.A. FELLINGHAMMOL
NEDERL-OOST-INDIË
A.C. VAN BERS P.G. GIJZEN
A.C. BRYSSELAARS
C. HERREIJGERS